# Velas Latinoamérica 2018
La regata Velas Latinoamérica 2018 es la tercera edición de la regata internacional Velas Latinoamérica organizada por la Armada de Chile, coincidente con la conmemoración del Bicentenario de la Proclamación y Juramento de su Independencia. Se tiene programado que el evento tenga lugar entre el 25 de marzo y el 2 de septiembre de 2018 en que los navíos participantes recalarán en los distintos países de Latinoamérica,

## Recorrido
El viaje empezará en Brasil y terminará en México, de acuerdo al siguiente itinerario.
| Fecha           | Puerto                    | País                 |
| --------------- | ------------------------- | -------------------- |
| 25 de marzo     | Río de Janeiro            | Brasil               |
| 10-15 de abril  | Punta del Este-Montevideo | Uruguay              |
| 18-22 de abril  | Buenos Aires              | Argentina            |
| 4-7 de mayo     | Ushuaia                   | Argentina            |
| 8 de mayo       | Cabo de Hornos            | Chile                |
| 11-15 de mayo   | Punta Arenas              | Chile                |
| 23-25 de mayo   | Talcahuano                | Chile                |
| 27 de mayo      | Valparaíso                | Chile                |
| 8-11 de junio   | Antofagasta               | Chile                |
| 17-22 de junio  | Callao                    | Perú                 |
| 28 de junio     | Guayaquil                 | Ecuador              |
| 7-10 de julio   | Balboa                    | Panamá               |
| 15-18 de julio  | Willemstad                | Curazao              |
| 21-26 de julio  | Cartagena de Indias       | Colombia             |
| 31 de julio     | La Guaira                 | Venezuela            |
| 8 de agosto     | Santo Domingo             | República Dominicana |
| 31-23 de agosto | Cozumel                   | México               |
| 27 de agosto    | Veracruz                  | México               |

## Países participantes
| Número | Nombre                           | País      | Puerto              |
| ------ | -------------------------------- | --------- | ------------------- |
| 1      | Capitán Miranda                  | Uruguay   | Montevideo          |
| 2      | NVe Cisne Branco (U-20)          | Brasil    | Río de Janeiro      |
| 3      | BAE Guayas                       | Ecuador   | Guayaquil           |
| 4      | BAP Unión (BEV-161)              | Perú      | Callao              |
| 5      | Esmeralda (BE-43)                | Chile     | Valparaíso          |
| 6      | ARA Libertad (Q-2)               | Argentina | Buenos Aires        |
| 7      | PNA Dr. Bernardo Houssay (MOV-1) | Argentina | Buenos Aires        |
| 8      | ARM Cuauhtémoc (BE-01)           | México    | Acapulco            |
| 9      | Juan Sebastián Elcano (A-71)     | España    | Cádiz               |
| 10     | ARC Gloria                       | Colombia  | Cartagena de Indias |
| 11     | ARBV Simón Bolívar (BE-11)       | Venezuela | La Guaira           |
| 12     | NRP Sagres                       | Portugal  | Lisboa              |